# Chiropterotriton
Chiropterotriton és un gènere d'urodels en la família Plethodontidae, endèmica de Mèxic. Es distribueix des de Tamaulipas a Oaxaca.
Viu en boscos humits de molsa i bromelies. No es va descobrir fins que es van reduir el seu hàbitat natural. Es reprodueix per desenvolupament directe.

## Taxonomia
Inclou 12 espècies:
- Chiropterotriton arboreus (Taylor, 1941)
- Chiropterotriton chiropterus (Cope, 1863)
- Chiropterotriton chondrostega (Taylor, 1941)
- Chiropterotriton cracens Rabb, 1958
- Chiropterotriton dimidiatus (Taylor, 1940)
- Chiropterotriton lavae (Taylor, 1942)
- Chiropterotriton magnipes Rabb, 1965
- Chiropterotriton mosaueri (Woodall, 1941)
- Chiropterotriton multidentatus (Taylor, 1939)
- Chiropterotriton orculus (Cope, 1865)
- Chiropterotriton priscus Rabb, 1956
- Chiropterotriton terrestris (Taylor, 1941)